# Nyponsoppa
Nyponsoppa – sezonowa, jesienna zupa, tradycyjne danie kuchni szwedzkiej.
Zupa była w przeszłości przygotowywana z owoców dzikiej róży, często pozyskiwanych z przydomowych żywopłotów lub wydm nadmorskich. Obecnie jej popularność zmalała z uwagi na podniesienie się zamożności obywateli i szerszą rynkową ofertę kulinarną. Podawana była jako danie główne lub przystawka.
Na dużą popularność zupy wpływała bieda trawiąca w przeszłości szwedzkie społeczeństwo i możliwość darmowego pozyskiwania owoców dzikiej róży, jak również wyjątkowo bogata zawartość witamin i minerałów w owocach różanych, zwłaszcza z grup C, D i E, wapnia i przeciwutleniaczy. W miesiącach zimowych w kraju, który dotykany był mroźnymi zimami, uważano tę zupę za niezbędny element diety, zwłaszcza dzieci i młodzieży.
Zupę przygotowuje się z dojrzałych owoców dzikiej róży (bez usuwania pestek), ugotowanych i zmiksowanych, z dodatkiem mąki kukurydzianej, soku pomarańczowego lub startej skórki pomarańczowej. Jest tradycyjnie serwowana na ciepło lub zimno z makaronikami migdałowymi (mandelbiskvier), lodami waniliowymi lub śmietanką.